# Ambassade de Slovénie près le Saint-Siège

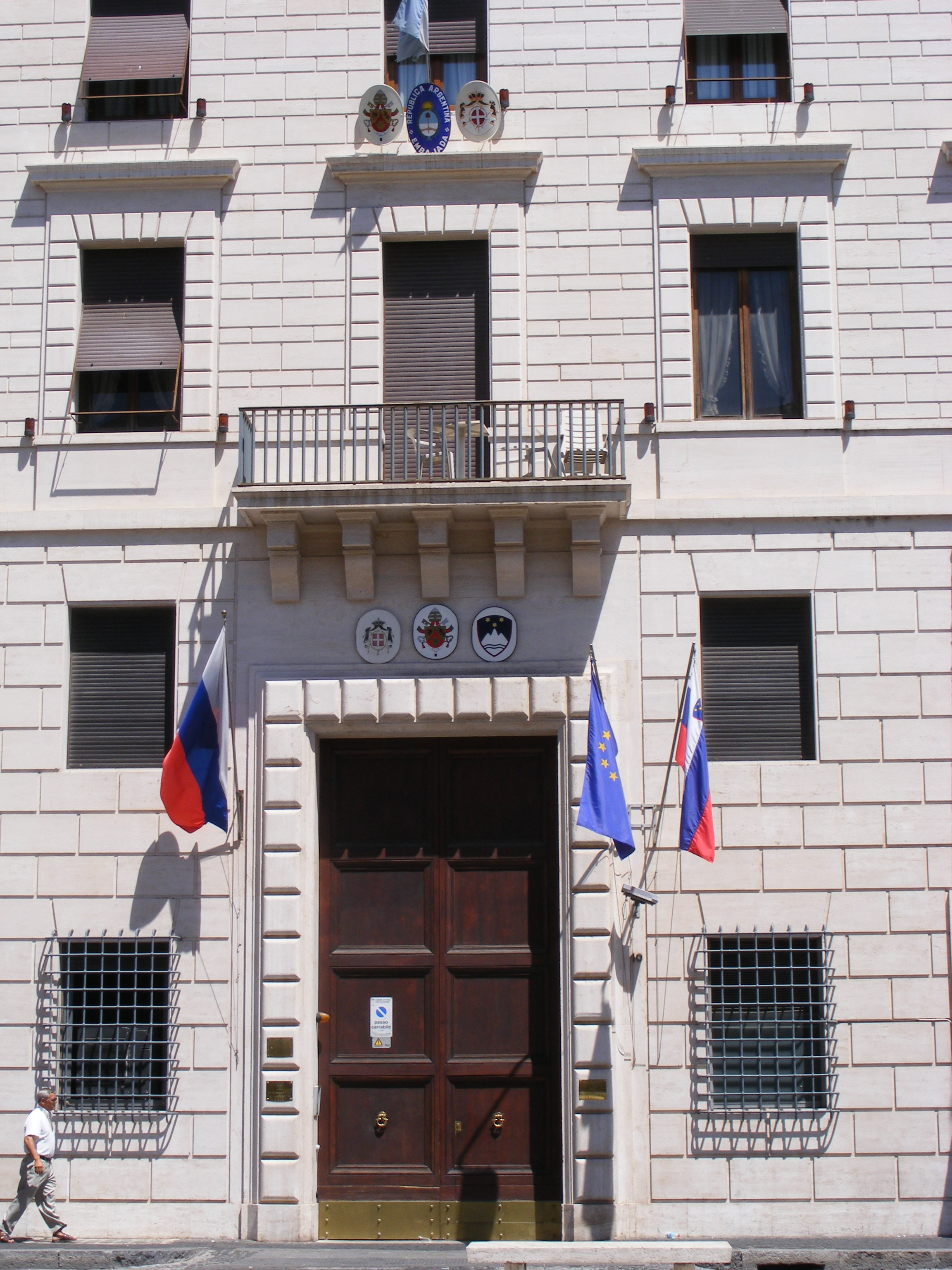
Bâtiment de l'ambassade dans Rome.

L'ambassade de la République de Slovénie près le Saint-Siège est une Mission diplomatique-consulat (Ambassade) basée à Rome en Italie.
L'actuel ambassadeur en poste est Tomaž Kunstelj.

## Ambassadeurs
- Tomaž Kunstelj (depuis 2015)
- Maja Marija Lovrenčič Svetek (2010-2015)
- Ivan Rebernik (2006–2010)
- Ludvik Toplak (2002–2006)
- Karl Bonutti (1998-2002)
- Štefan Falež (1991-1997)